# Михалков (Тернопольская область)
Михалков (укр. Михалків) — село в Мельнице-Подольской поселковой общине Чортковского района Тернопольской области Украины.
До 2020 года входило в Борщёвский район.
Код КОАТУУ — 6120888503. Население по переписи 2001 года составляло 247 человек.

## Географическое положение
Село Михалков находится на левом берегу реки Ничлава, которая через 2 км впадает в реку Днестр, выше по течению примыкает село Пилипче, ниже по течению на расстоянии в 1 км расположено село Устье.

## История
- 1439 год — первое упоминание о селе.

## Объекты социальной сферы
- Клуб.
- Фельдшерско-акушерский пункт.

## Достопримечательности
- Братская могила советских воинов.